# Alphamyces chaetiferum
Alphamyces chaetiferum är en svampart som först beskrevs av Frederick K. Sparrow, och fick sitt nu gällande namn av Letcher 2008. Alphamyces chaetiferum ingår i släktet Alphamyces och familjen Aquamycetaceae.   Inga underarter finns listade i Catalogue of Life.